# Nicolas Roerich
Pour les articles homonymes, voir Roerich.
Nicolas Roerich, né le 27 septembre 1874 (9 octobre dans le calendrier grégorien) à Saint-Pétersbourg et mort le 13 décembre 1947 à Naggar (en) dans l'Himachal Pradesh, nom parfois traduit sous son nom russe de Nikolai Konstantinovitch Rerikh (en russe : Николай Константинович Рерих), est un peintre symboliste russe.
Il est le père du tibétologue George Roerich (alias Youri Roerich) et de l'artiste Svetoslav Roerich. Nicolas et sa femme Éléna Roerich sont les cofondateurs de l'Agni Yoga Society, d'inspiration théosophique. Avec son épouse, il a fait beaucoup de prosélytisme pour le compte de la Société théosophique de Madame Helena Blavatsky.

## Biographie
Né en Russie, Nicolas Roerich voyage autour du monde jusqu'à sa mort à Naggar dans la vallée de Koulou de l'Himachal Pradesh en Inde. Après des études de droit, il s'intéresse à la littérature, à la philosophie, à l'archéologie et tout spécialement à l'art. Il se forme à Paris auprès de Fernand Cormon, où il rencontre de nombreux artistes, français, russes ou étrangers. Il participe également au début de l'aventure des Ballets russes. Il créa les costumes et les décors pour le Sacre du printemps de Stravinsky.
En 1906 il séjourne à Florence, puis la même année réalise deux mosaïques pour l’Église de l'Intercession de la Mère de Dieu (ru), à Parkhomovka (ru), pour la famille Goloubew. Il visite et apprécie les expositions préparées par Victor Goloubew au Musée Cernuschi à Paris, en 1912 et 1913.
Il visite pour la première fois New York en 1920. Après avoir visité les États-Unis, sa femme et lui s'établissent dans cette ville, fondant le Master Institute of the United Arts. Ils rejoignent différentes sociétés théosophiques et cercles rosicruciens, tels que l'AMORC, et leurs activités dans ces groupes dominent leurs vies.

### Expédition asiatique
Après avoir quitté New York, les Roerich - avec leur fils Georges et six amis - partent pour une expédition de cinq ans en Asie. Pour reprendre les termes mêmes de Roerich, « partant du Sikkim, l'expédition est passée par le Pendjab, le Cachemire, le Ladakh, les Montagnes de Karakoram, Khotan, Kashgar, Qara Shar, Urumchi, Irtysh, les Montagnes de l'Altaï, la région d'Oryot de Mongolie, le Gobi central, Kansu, Tsaidam, et le Tibet » avec un détour à travers la Sibérie jusqu'à Moscou en 1926. Entre l'été 1927 et juin 1928, l'expédition semble perdue, car tout contact a cessé depuis un an. Ils ont été attaqués au Tibet et seule « la supériorité de [leurs] armes à feu a empêché l'effusion de sang.... Malgré [leurs] passeports mentionnant le Tibet, l'expédition a été arrêtée de force par les autorités tibétaines ». L'expédition est retenue par le gouvernement pendant cinq mois et ses membres sont forcés d'habiter dans des tentes à des températures en dessous de zéro et de subsister avec de maigres rations. Cinq hommes de l'expédition meurent à ce moment-là. Au mois de mars de 1928, ils sont autorisés à partir du Tibet et continuent vers le sud pour s'établir en Inde, où ils fondent un centre de recherche archéologique, l'Institut de recherche himalayen (The Himalayan Research Institute).
En 1929, Nicolas Roerich est nommé pour le prix Nobel de la paix par l'Université de Paris (il recevra une seconde nomination en 1935). Son intérêt pour la paix l'amène à la création de la Pax Cultura, la « Croix-Rouge » de l'art et de la culture. Son œuvre dans ce domaine amène les États-Unis et les vingt autres membres de l'Union pan-américaine à signer le Pacte Roerich, le 15 avril 1935. Le Pacte Roerich est un instrument international présenté comme protégeant la propriété culturelle.
De nos jours, le musée Nicolas Roerich (Nicholas Roerich Museum) de New York est le centre artistique des œuvres de Roerich. De nombreuses sociétés Roerich, comme celle de Samara, continuent de promouvoir ses enseignements théosophiques à travers le monde. Sa peinture peut être vue dans différents musées, dont une collection de ses œuvres à la galerie Tretiakov de Moscou.

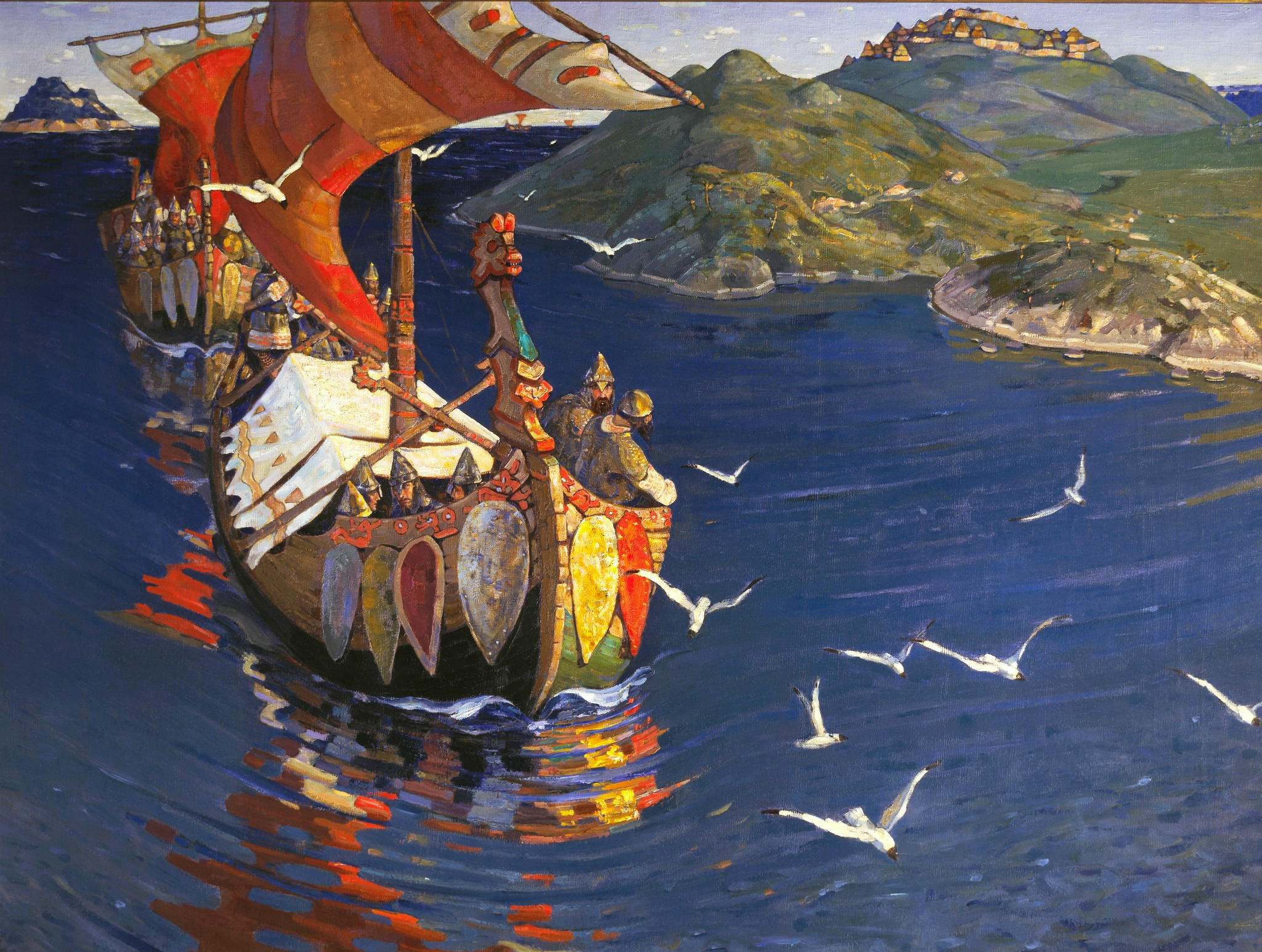
« Des visiteurs d'outre-mer ».
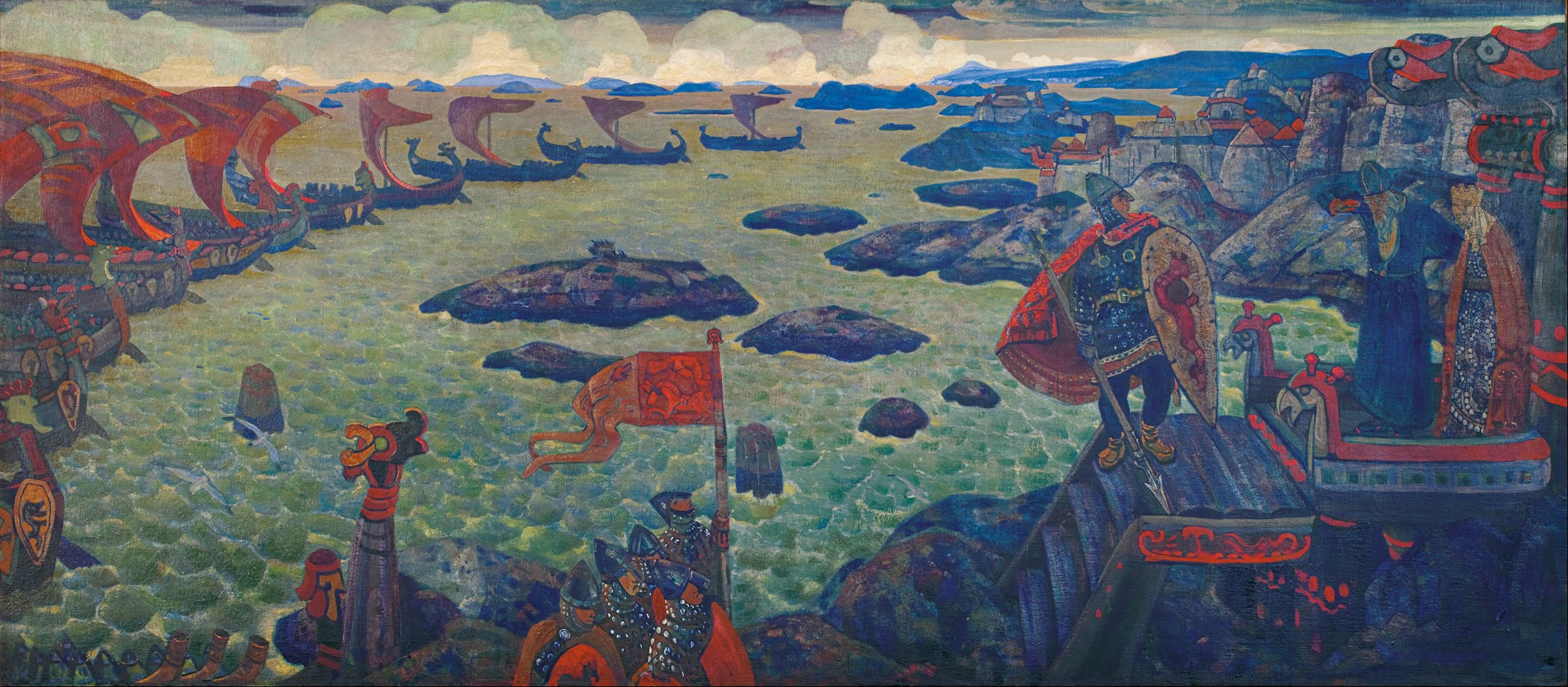
« La mer des Varègues ».
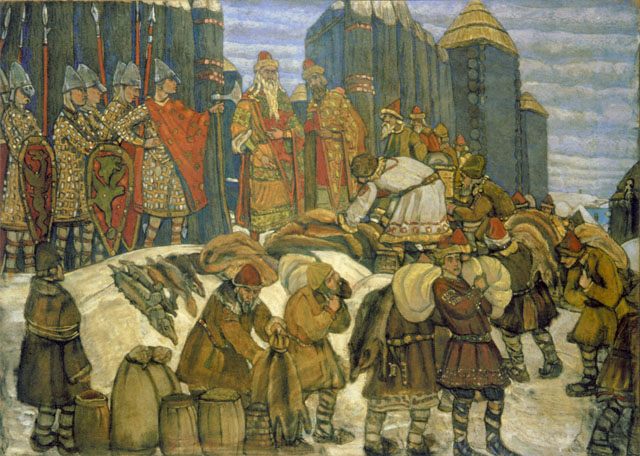
« Le prince russe ».
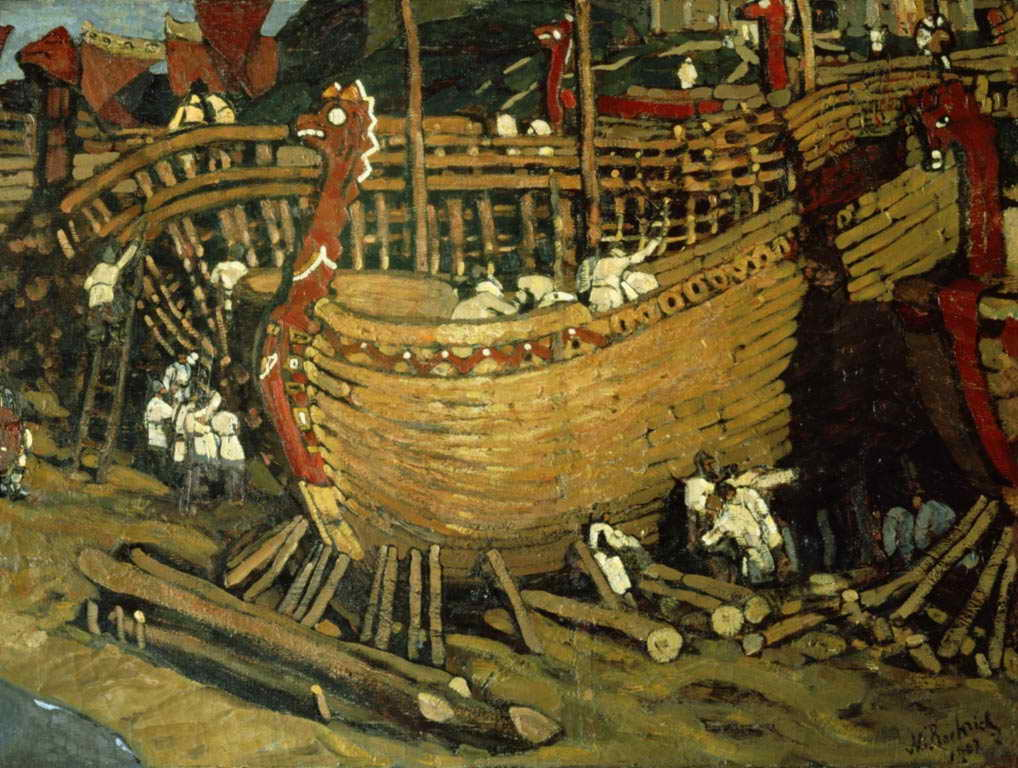
« Les bateaux sont construits au pays des Slaves ».
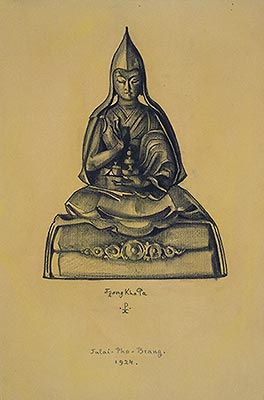
« Tsongkhapa ».
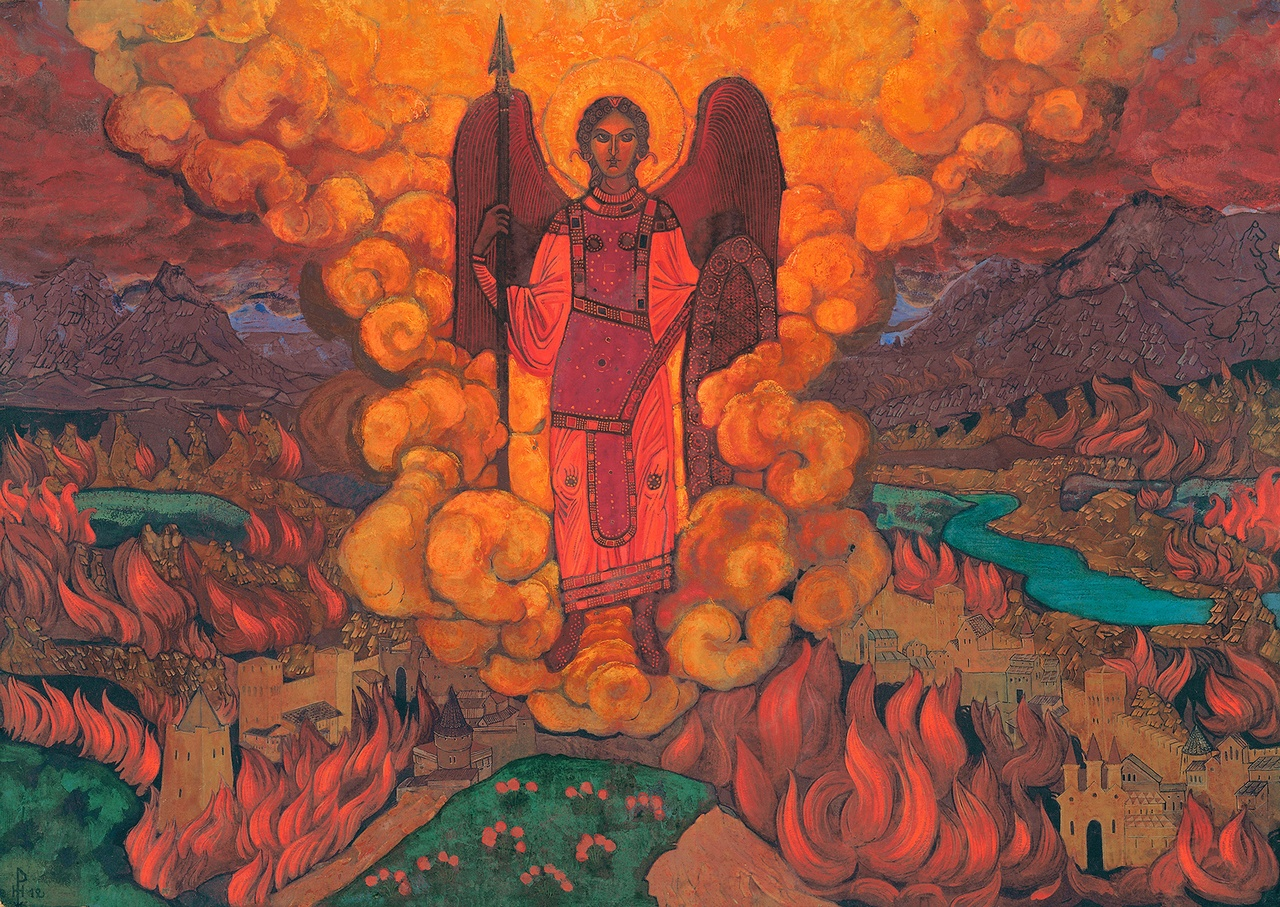
« Le dernier des anges ».

## Publications
- Maitreya - Shamballa le Resplendissant - L'Agni-Yoga.

## Dans la fiction
- Howard Phillips Lovecraft mentionne les peintures de Nicolas Roerich dans son court roman Les Montagnes hallucinées, lorsqu'il décrit l'Antarctique. Le peintre, et plus particulièrement ses œuvres représentant les montagnes et les citadelles, est donc l'inspiration du cadre dans lequel les personnages de H.P. Lovecraft évoluent. Ce dernier va même plus loin en utilisant les œuvres comme vecteurs de l'horreur : puisque publié en 1936, le lecteur ne pouvait pas voir les peintures via internet tandis qu'il lisait alors il a imaginé ces montagnes et ces bâtisses longuement décrites par l'auteur, il en a fait la scène de toute l’histoire. Quand finalement ces peintures sont devant ses yeux, le lecteur associe toujours l'endroit à l'histoire fantastique qui s'y sont déroulées et non à ce qu'elles représentent vraiment c'est-à-dire des paysages asiatiques. La limite entre réalité et fiction est alors floue et le travail de Nicholas Roerich prend un tout autre sens, bien plus terrible.
- Nicolas Roerich intervient en tant que personnage non joueur dans la campagne de jeu de rôles Par-delà les montagnes hallucinées pour L'appel de Cthulhu (édité par Chaosium en anglais et Sans-Détour en français).
- Plus récemment, dans le jeu vidéo Uncharted 2, le nom de Nicolas Roerich apparaît subrepticement sur un carnet de notes consulté par le héros, concernant la recherche de la cité mythique de Shambhala.